# Filip Prevere
Filip Prevere (en llatí Philippus Presbyter, en grec Φίλιππος) va ser un religiós grec que va viure en temps dels emperadors Marcià i Avit a la meitat del segle v. Era deixeble de Jeroni d'Estridó.

## Obres
- Commentarius in Jobum, dirigit a Nectari, ha estat imprès diverses vegades, amb el nom de Filip, i també atribuït a Beda el Venerable.
- Familiares Epistolae, que s'han perdut.